# Turbina oblongata
Turbina oblongata är en vindeväxtart som först beskrevs av Ernst Meyer och Jacques Denys Denis Choisy, och fick sitt nu gällande namn av Adrianus Dirk Jacob Meeuse. Turbina oblongata ingår i släktet Turbina och familjen vindeväxter. Inga underarter finns listade i Catalogue of Life.